# Faring
Faring er en dansk dokumentarfilm fra 1979 instrueret af Jens Thøgersen.

## Handling
Man ser soen lige før, under og efter faringen, og får information om, hvordan man kan give fødselshjælp, hvis faringen går i stå.